# Polvere (album)
Polvere è un album di Enrico Ruggeri, pubblicato dalla CGD nel 1983.

## Il disco
L'album segnò il primo successo solista di Enrico Ruggeri grazie alla title track omonima, dedicata al padre. L'album tratta della profonda depressione che colpì quest'ultimo e che sconvolse anche la vita del cantante.

## Tracce
Testi e musiche di Enrico Ruggeri tranne Polvere testo di Enrico Ruggeri, musica di Luigi Schiavone.
1. Va tutto bene – 3:11
2. Fuoco sui giocattoli – 3:54
3. Polaroide – 3:22
4. Il Rock 'n' Roll – 3:07
5. Salviamo Milano – 2:08
6. Gerarchie – 3:31
7. Polvere – 3:44
8. Un altro testo – 4:27
9. Generazione combustibile – 2:33
10. Qualcosa (per prenderti il cuore) – 3:22
11. Non c'è Penelope – 3:11
12. Quindici righe – 1:29

Durata totale: 37:59

## Formazione
- Enrico Ruggeri – voce
- Luigi Schiavone – chitarra
- Renato Meli – basso
- Aldo Banfi – sintetizzatore
- Franco Bernardi – tastiera, batteria elettronica
- Fabio Amodio – batteria
- Hugo Heredia – sax
- Fortunato Saccà, Arturo Zitelli - cori